# Wang Zi-wen
Wang Zi-wen (chino= 王子文, pinyin: Wáng Zǐwén) más conocida como Olivia Wang, es una actriz, modelo y cantante china.

## Biografía
Se entrenó en la Academia Central de Arte Dramático (en inglés: "Central Academy of Drama").
En marzo de 2021 confirmó que tenía un hijo de siete años.
En abril de 2021 confirmó que estaba saliendo con Wu Yong’en (Andrew Wu), su compañero en el programa "A Journey For Love".

## Carrera
Es miembro de la agencia "Beijing Xinbaoyuan Film & Television Investment".   
El 18 de abril del 2016 se unió al elenco principal de la serie Ode to Joy donde dio vida a Qu Xiaoxiao, una mujer honesta, atrevida y feroz, que inicia su propio negocio y comienza una relación con el doctor Zhao Qiping (Wang Kai), hasta el final de la serie el 10 de junio del 2017.
El 24 de octubre del mismo año se unió al elenco principal de la serie When a Snail Falls in Love (如果蜗牛有爱情) donde interpretó a Xu Xu, una nueva interna especializada en perfiles de delincuentes de la Policía Municipal de Ling, que se enamora del detective Ji Bai (Wang Kai), hasta el final de la serie el 12 de diciembre del mismo año.
El 10 de septiembre del 2017 se unió al elenco principal de la serie Season Love (también conocida como "Where Winter Is Warm, Where Summer Is Cool") donde dio vida a Jian Anjie, hasta el final de la serie el 4 de octubre del mismo año.
El 5 de junio del 2019 se unió al elenco principal de la serie Bureau of Transformer (动物管理局) donde interpretó a Wu Aiai, hasta el final de la serie el 21 de junio del mismo año.
El 20 de noviembre del mismo año se unió al elenco principal de la serie Second Time Its a Charm (第二次也很美) donde dio vida a An An, una madre soltera cuya vida cambia cuando conoce a Xu Lang (Zhang Luyi), hasta el final de la serie el 20 de diciembre del mismo año.
El 27 de agosto de 2020 se unió al elenco principal de la serie God of Lost Fantasy (太古神王) donde interpretó a Mo Qingcheng, una mujer bella e inteligente, que lucha junto a su pareja Qin Wentian (Sheng Yilun), hasta el final de la serie el 25 de septiembre del mismo año.
El 30 de noviembre del mismo año se unió al elenco principal de la serie Healer of Children (了不起的儿科医生) donde dio vida a la doctora Jiao Jiaren, una pediatra del prestigioso departamento de pediatría de Tongxin, hasta el final de la serie el 23 de diciembre del mismo año.
En 2021 se unirá al elenco principal de la serie Goodbye, City of Las Vegas (别了，拉斯维加斯) donde interpretará a Feng Er.

## Filmografía

### Series de televisión
| Año             | Título                     | Personaje            | Notas        |
| --------------- | -------------------------- | -------------------- | ------------ |
| 2021 - presente | Three-Body                 | Ye Wenjie (de joven) | [ 16 ]       |
| 2021 - presente | Goodbye, City of Las Vegas | Feng Er              |              |
| 2020            | Healer of Children         | Dra. Jiao Jiaren     | 44 episodios |
| 2020            | God of Lost Fantasy        | Mo Qingcheng         | 52 episodios |
| 2019            | Second Time Its a Charm    | An An                | 57 episodios |
| 2019            | Bureau of Transformer      | Wu Aiai              | 24 episodios |
| 2017            | Stairway to Stardom        | Wang Ziwen           |              |
| 2017            | Season Love                | Jian Anjie           | 50 episodios |
| 2017            | Ode to Joy 2               | Qu Xiaoxiao          | 55 episodios |
| 2017            | When a Snail Falls in Love | Xu Xu                | 21 episodios |
| 2016            | Growing Up Together        | Meng Xiaoxia         | 27 episodios |
| 2016            | Double Horn                | Wu Peixin            | 42 episodios |
| 2016            | Ode to Joy                 | Qu Xiaoxiao          | 42 episodios |
| 2014            | The Young Doctor           | Lu Wei               |              |
| 2012 - 2013     | Love Is Not For Sale       | Xia Duoduo           | 37 episodios |
| 2012            | The Sea Mother             | Yi Ruyin             | 39 episodios |
| 2011            | Secret Society of Men      | Xiao Xiao            | 30 episodios |
| 2011            | Family, Power N            | Qi Qi                |              |
| 2010            | Life Bridge                | Dandan               | 32 episodios |
| 2010            | Chang E                    | Jade Rabbit          |              |
| 2010            | Heavy Fog                  | Mei Min              |              |
| 2009            | Another Habit              | -                    |              |
| 2009            | The Prince of Tennis 2     | Lin Ying             |              |
| 2007            | 夜郎王                     | Qing Suo             |              |
| 2007            | The World of Dust          | Jing Ruo             |              |
| 2006            | Cold Autumn                | Qiu Hong             |              |
| 2006            | Who Is My Father           | Duo Er               |              |

### Películas
| Año  | Título                         | Personaje          | Notas                                                                                           |
| ---- | ------------------------------ | ------------------ | ----------------------------------------------------------------------------------------------- |
| 2022 | The Perfect Blue               | Fei Mingzhu        | junto a Fan Bingbing, Huang Xuan, Li Qin y Xin Zhilei                                           |
| 2020 | Onmyoji                        | -                  | junto a Mark Chao, Deng Lun, Wang Duo y Chun Xia                                                |
| 2020 | My People, My Homeland         | Jessica            | junto a Deng Chao, Dong Zijian, Yang Zi, Li Yifeng, Karry Wang, Li Chen y Liu Haoran            |
| 2019 | Enter the Forbidden City       | -                  |                                                                                                 |
| 2016 | Time Zhu Xian                  | -                  |                                                                                                 |
| 2016 | Cock and Bull                  | Yang Shuhua        | junto a Liu Ye, Zhang Yi, Duan Bowen y Tan Zhuo                                                 |
| 2013 | Fall in Love                   | Su Xiaobei / Bella | junto a Wallace Chung, Gao Tian, Wu Xin, Zhang Li y Ren Zhong                                   |
| 2012 | Back to 1942                   | Xing Xing          | junto a Zhang Guoli, Chen Daoming, Li Xuejian, Zhang Hanyu, Fan Wei, Tim Robbins y Adrien Brody |
| 2012 | The Great Magician             | Li Jiao            | junto a Tony Leung Chiu-Wai, Sean Lau, Zhou Xun, Yan Ni, Paul Chun, Alex Fong y Daniel Wu       |
| 2011 | Lee's Adventures               | Wang Qian          | junto a Jaycee Chan y Jiang Wu                                                                  |
| 2011 | 1911                           | Tang Manrou        | junto a Jackie Chan, Winston Chao, Li Bingbing, Sun Chun, Jaycee Chan, Hu Ge y Wei Daxun        |
| 2011 | Cool Young                     | Si Ya              |                                                                                                 |
| 2010 | Aftershock                     | Xiao He            | junto a Xu Fan, Zhang Jingchu, Zhang Zifeng, Li Chen y Chen Daoming                             |
| 2010 | Driverless                     | Zi Feiyu           | (cameo)                                                                                         |
| 2009 | Visitors From The Sui Dynasty  | Yao Mengmeng       |                                                                                                 |
| 2008 | Dowry                          | Yin Sha            |                                                                                                 |
| 2006 | The Postmodern Life of My Aunt | Fei Fei            | junto a Chow Yun-fat, Siqin Gaowa, Zhao Wei, Guan Wenshuo, Jiao Gang y Lisa Lu                  |

### Apariciones en programas
| Año              | Programa              | Notas                  |
| ---------------- | --------------------- | ---------------------- |
| 2021             | A Journey For Love    | miembro                |
| 2016, 2019, 2020 | Happy Camp            | 4 episodios - invitada |
| 2018             | The Inn Season 2      | (ep. #12) - invitada   |
| 2016             | Keep Running Season 4 | (ep. #12) - invitada   |

### Revistas / sesiones fotográficas
| Año        | Título                             | Notas                                                 |
| ---------- | ---------------------------------- | ----------------------------------------------------- |
| 2021       | SoFigaro Magazine                  |                                                       |
| 2020       | Grazia China                       | (publicación #489)                                    |
| 2020       | The NY Times Travel Magazine China | (publicación de junio)                                |
| 2020       | Instyle China                      | (publicación #588)                                    |
| 2020       | Size Magazine                      | (publicación de febrero)                              |
| 2020       | 12. Magazine                       |                                                       |
| 2020       | Rayli Magazine                     | (publicación de febrero)                              |
| 2019       | Vogue China - Fred Jewelry         |                                                       |
| 2019       | L’Officiel China                   | (publicación de octubre)                              |
| 2018       | Nylon (尼龙)                       |                                                       |
| 2018       | L'Officiel (时装)                  |                                                       |
| 2018       | Grazia (红秀)                      |                                                       |
| 2018       | Harper’s Bazaar China              | junto a Fan Bingbing, Huang Xuan, Xin Zhilei y Li Qin |
| 2018       | OK! (精彩)                         |                                                       |
| 2018       | 时尚健康                           |                                                       |
| 2016, 2018 | Instyle (优家画报)                 |                                                       |
| 2017       | 昕薇                               |                                                       |
| 2017       | Modern Weekly (周末画报)           |                                                       |
| 2017       | Our Street Style                   | [ 18 ]                                                |
| 2016, 2017 | Harper's Bazaar (时尚芭莎)         | [ 19 ]                                                |
| 2016       | 都市丽人                           |                                                       |
| 2016       | 北京青年周刊                       |                                                       |
| 2016       | ELLE (世界时装之苑)                | junto a Liu Tao, Jiang Xin, Yang Zi y Qiao Xin        |
| 2016       | 男人装                             |                                                       |
| 2016       | Marie Claire                       | [ 20 ]                                                |

### Endorsos
| Año    | Título            | Notas    |
| ------ | ----------------- | -------- |
| 2021 - | XGIMI RS flagship | Portavoz |
| 2020-  | FF FUUNNY FEELLN  | Portavoz |

### Eventos
| Año  | Título                                                    | Notas                                          |
| ---- | --------------------------------------------------------- | ---------------------------------------------- |
| 2020 | Lifestyle Media Style Gala - Youture                      |                                                |
| 2019 | InStyle China Women of Times 2019 Gala                    |                                                |
| 2019 | 2019 Rayli Beauty Awards                                  |                                                |
| 2019 | The 4th Golden Bud Network Film and Television Festival   |                                                |
| 2019 | 2019 China TV Drama Awards                                |                                                |
| 2019 | 2019 L’Officiel Fashion Night                             |                                                |
| 2017 | CCTV Spring Festival Gala 2017 (央视2017鸡年春节联欢晚会) | junto a Liu Tao, Jiang Xin, Yang Zi y Qiao Xin |

## Discografía

### Singles
| Año  | Canción                                                    | Álbum                   | Notas                                          |
| ---- | ---------------------------------------------------------- | ----------------------- | ---------------------------------------------- |
| 2017 | "I'm Cute, You're Handsome" (我管可爱你管帅)               | OST de "Ode to Joy 2"   |                                                |
| 2017 | "Us" (我们)                                                | OST de "Ode to Joy 2"   | junto a Liu Tao, Jiang Xin, Yang Zi y Qiao Xin |
| 2016 | "Time Renegades" (时光诛仙)                                | OST de "Time Renegades" | junto a Richie Jen                             |
| 2016 | "I Want You" (我要你)                                      | OST de "Ode to Joy"     |                                                |
| 2016 | "There Will Be Happiness Waiting for You" (总有幸福在等你) | OST de "Ode to Joy"     | junto a Liu Tao, Jiang Xin, Yang Zi y Qiao Xin |

## Premios y nominaciones
| Año  | Categoría                                                           | Premio                                                       | Trabajo                  | Resultado |
| ---- | ------------------------------------------------------------------- | ------------------------------------------------------------ | ------------------------ | --------- |
| 2019 | Best Actress                                                        | Golden Bud - The Fourth Network Film And Television Festival | Bureau of Transformer    | Nominada  |
| 2019 | Best Actress                                                        | Golden Bud - The Fourth Network Film And Television Festival | Second Time Its a Charm  | Nominada  |
| 2018 | Best Supporting Actress                                             | Macau International Movie Festival                           | Enter the Forbidden City | Ganó      |
| 2017 | Best Supporting Actress                                             | 8th Macau International Television Festival                  | Ode to Joy 2             | Nominada  |
| 2017 | Best Supporting Actress                                             | 23rd Shanghái Television Festival                            | Ode to Joy 2             | Nominada  |
| 2017 | Best Supporting Actress                                             | 22nd Huading Award                                           | Ode to Joy 2             | Nominada  |
| 2017 | Most Improved Actors of the Year (junto a Yang Shuo)                | 2nd China Quality Television Drama Ceremony                  | Ode to Joy 2             | Ganaron   |
| 2017 | Best Collaboration (junto a Liu Tao, Jiang Xin, Yang Zi y Qiao Xin) | 2nd China Television Drama Quality Ceremony                  | Ode to Joy               | Ganaron   |
| 2016 | Top 10 Audience's Favorite TV Star                                  | 19th Huading Award                                           | -                        | Ganó      |